# Hacienda La Peregrina

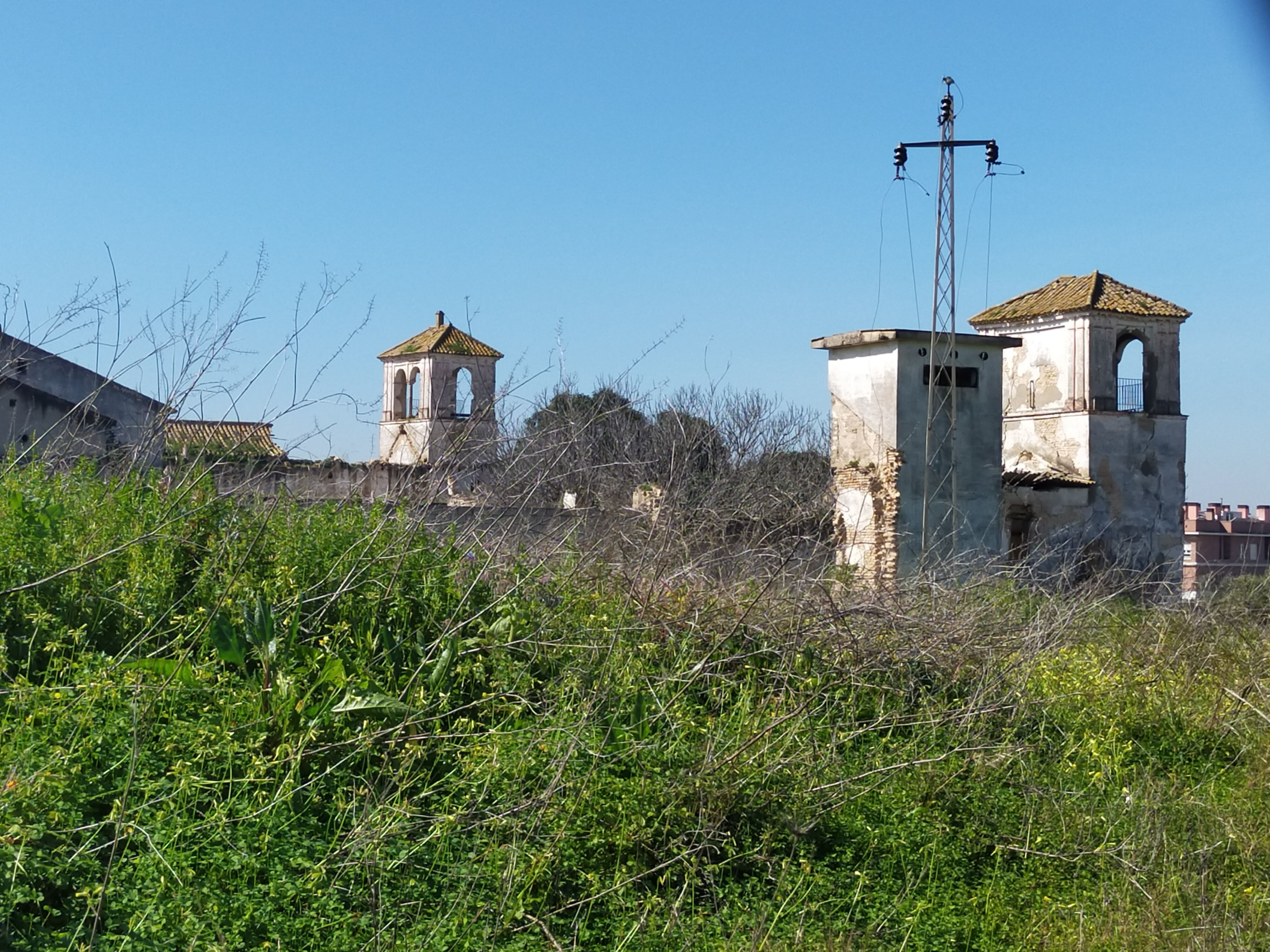
Hacienda La Peregrina entre la maleza.

La Hacienda de Nuestra Señora del Rosario o La Peregrina, es un edificio de arquitectura rural andaluza de mediados del siglo XVIII. Se encuentra en la localidad de Bormujos, Sevilla, España en la zona denominada La Peregrina del mencionado municipio.

## Descripción
Se encuentra situada muy próxima al casco urbano de Bormujos y del arroyo Almargen, que desemboca en el río Pudio. El acceso se realiza por la carretera que une esta población con Mairena del Aljarafe. El edificio se encuentra junto a una urbanización llamada La Peregrina, a través de la cual se accede al caserío de la hacienda, cuya parcela supera los 69000 m2 y de terrenos construidos unos 1670 m2.
A pesar del avanzado estado de abandono y deterioro en el que se encuentra este conjunto de edificios, aún se puede contemplar la grandeza del edificio, donde destaca la volumetría de los edificios importantes como el señorío, con un molino almazara y un lagar con sus correspondientes torres de contrapeso, rematadas por miradores, bodegas, naves de la viga, patio con pozo, trojes, tinaó y almacén, que conviven el señorío, respondiendo así a la tipología de hacienda con patio único en torno al cual se distribuyen las distintas dependencias. El conjunto cuenta con elementos característicos del Barroco urbano.
El caserío de la hacienda se articula en torno a un gran patio rectangular de configuración muy regular, como el resto del edificio. La fachada principal del señorío se encuentra centrada por la portada y flanqueada por las dos torres de contrapeso rectangulares, rematadas por miradores que alternan en su frente más ancho. Presenta dos vanos de medio punto con columna al centro flanqueados por pilastras, mientras que en el frente menor solo uno con dos pilastras a cada lado. Por último ambos miradores se encuentran cubiertos por con un tejado a cuatro aguas. El patio se cierra en su parte frontal con dos muretes que parten de los dos miradores en cuyo centro se dispone una verja de hierro soportada por dos gruesos pilares.

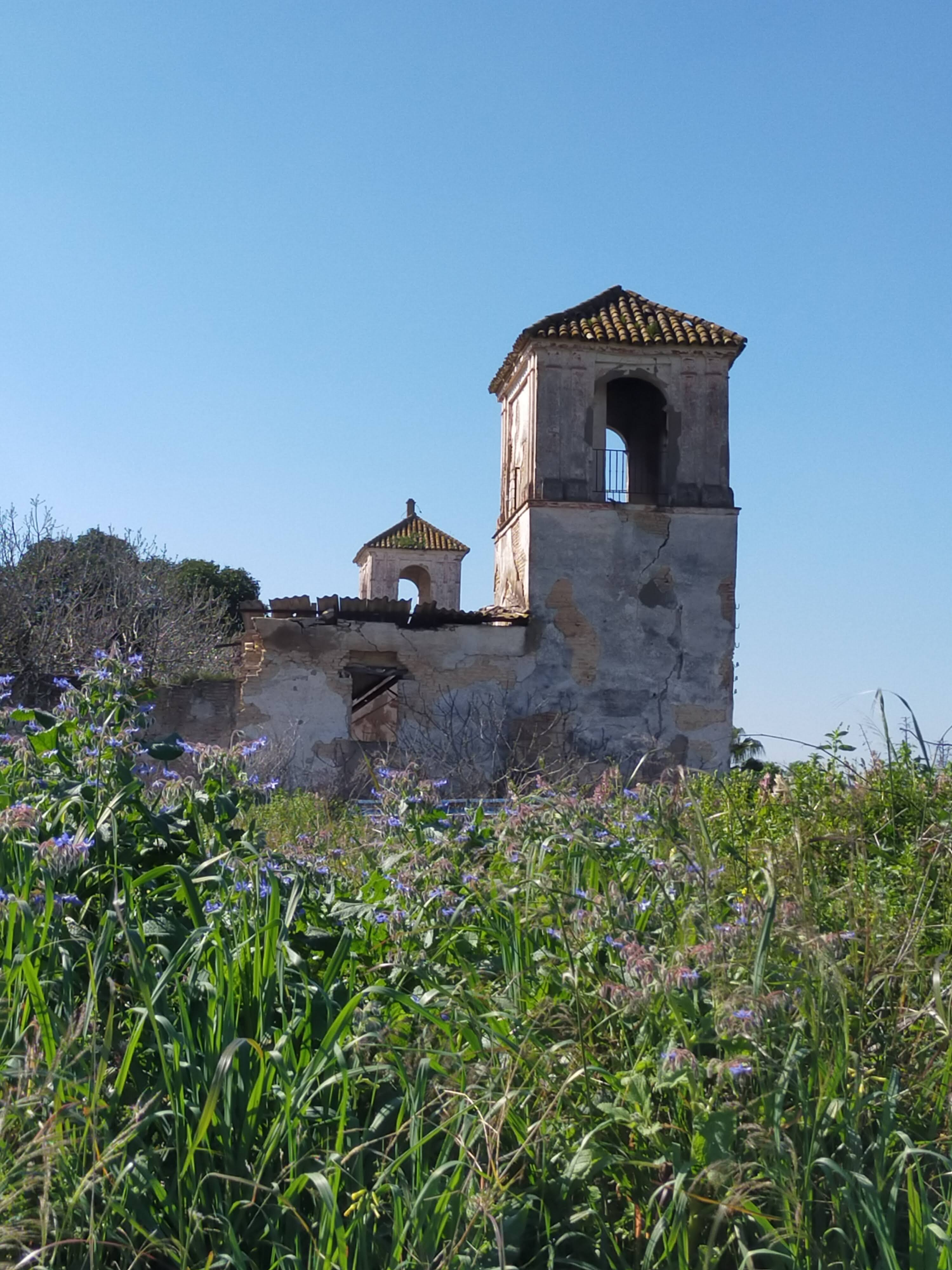
Hacienda La Peregrina, torre izquierda en primer plano.

En el lado izquierdo del patio, junto al lagar, se sitúa el pozo en el que una inscripción indica el año de 1759 como inicio de las obras de su construcción.
El edificio destinado al señorío cuenta con dos plantas, presentando la inferior una triple arcada de medio punto rebajado, sostenida por dos columnas. En la segunda planta se abre el balcón principal con vano adintelado y antepecho de forja de hierro, sobre el cual aún se conserva un escudo nobiliario de piedra repintado.
Interiormente contaba con una escalera señorial y ricos salones que demostraban la nobleza del dueño. Ante esta vivienda encontramos una pérgola que se encuentra cubierta por la vegetación.
El molino almazara se encuentra situado en el lado derecho de la hacienda. Cuenta con torre de contrapeso rematada en mirador y nave de la viga formada por arcos de medio punto sobre pilares. A esta última se adosan el tinao y el almacén. El antiguo lagar de prensa de viga se situaba en el lado izquierdo del conjunto, integrado por torre de contrapeso, más baja que la del molino almazara, nave de la viga y bodega.

## Historia

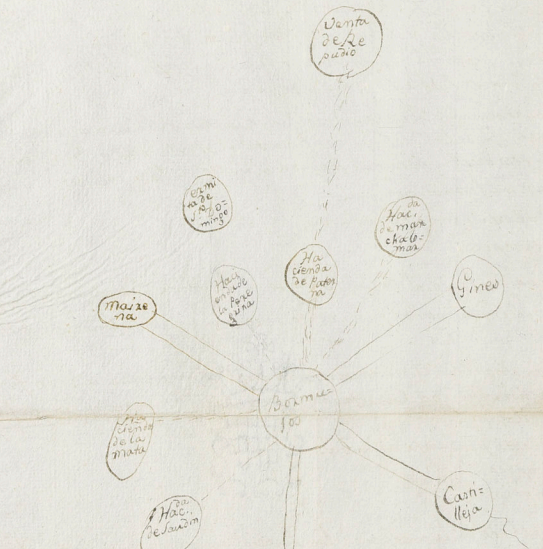
Mapa esquemático del siglo XVIII donde se aprecia la Hacienda La Peregrina

La hacienda presenta un esquema muy particular dentro de la tipología sevillana. Su historia es recogida por Pineda Novo en Historia de la villa de Bormujos en la que relata la inscripción que se encontraba en una lápida sobre el brocal del pozo en el patio central como fecha de su origen: "Esta hacienda, nombrada de Nuestra Señora del Rosario o La Peregrina la empezó Don Francisco Javier de Tovar, Ministro General de Comercio, Moneda y Minas y Diputado de San Telmo. Marzo de 1759". Comenta también que el Archivo Arzobispal conserva noticias sobre la construcción de la hacienda en el año 1784: "Se encontraba haciendo la obra de la Hacienda La Peregrina, Francisco López, maestro examinado de alarife".
Según Ronquillo Pérez, la importancia de su edificio es puesta en evidencia en la valoración que en 1767 se hizo del mismo en 17.000 reales. Por entonces, la finca tenía 70 hectáreas de tierra dedicada tanto al olivar como al cereal. También informa, según indicación de su propietario, que en 1928 se instaló en la Peregrina una pionera prensa hidráulica, la cual al año siguiente se mostró públicamente en el pabellón del aceite de la Exposición Iberoamericana de Sevilla, además añadir que en el mismo año la visitó la hacienda el Rey Alfonso XIII.

## Yacimiento arqueológico de La Peregrina
En una prospección arqueológica realizada cerca de la hacienda, se encontraron restos arqueológicos de época romana por lo que se procedió a estudiar el terreno en el cual ocupa un área 7.026 m² siendo ésta su zona de máxima concentración y de 22.604 m² correspondiente a la zona de máxima dispersión.
El material arqueológico estaba constituido principalmente por cerámica y material constructivo de época romana fechables desde el s. I d. C. hasta el s. VI d. C. Destacando los fragmentos de terra sigillata Hispánica y Africana, ambas piezas nos permiten definir el inicio y final del asentamiento romano. En menor medida se registraron piezas cerámicas de época moderna (siglos XVI al XVIII) y de forma poco significativa cuantitativamente pero de carácter notable por su cronología siete piezas de tradición turdetana (un ánfora de tipo Pellicer D, galbos de ánforas y cuenco hemisférico). Del periodo medieval tan sólo se registró un fragmento de asa bizcochada en el área de dispersión.
En el material constructivo también se da un predomino de piezas romanas con fragmentos de tegulae, ladrillos de módulo romano, laterculis y aplacados marmóreos. Estas piezas evidencian el carácter notable del asentamiento combinándose piezas constructivas comunes con elementos ornamentales de cierta entidad. El material cerámico con vajilla de mesa terre sigillata también aluden a la pars urbana de una villa. 
El asentamiento, al igual que el resto de villas del término, se abandona durante la tardoantigüedad (s.VI d.c.) no volviéndose a registrar indicios de ocupación hasta diez siglos después, pero esta vez vinculado a su entorno inmediato y sin relación directa con el área delimitada del yacimiento. Se puede decir que la secuencia ocupacional del yacimiento abarca solamente desde el s. I d. C. al VI d. C. permaneciendo durante siglos como zona de cultivo tal y como lo vemos hoy.
El estado de conservación que presentaba el material registrado era muy deficiente, con piezas muy fragmentadas y rodadas. En las piezas de mayor tamaño se puede apreciar las incisiones producidas por la maquinaria agrícola, siendo este el principal motivo de alteración de los niveles arqueológicos al encontrarnos en una zona que ha estado sometida a la explotación agrícola durante siglos.